# غرافتون أليوت سميث
غرافتون أليوت سميث (بالإنجليزية: Grafton Elliot Smith)‏ هو عالم إنسان وطبيب أسترالي، ولد في 15 أغسطس 1871 في جرافتون في أستراليا، وتوفي في 1937 في Broadstairs ‏ في المملكة المتحدة.

## وصلات خارجية
- غرافتون أليوت سميث على موقع الموسوعة البريطانية (الإنجليزية)
- غرافتون أليوت سميث على موقع الموسوعة البريطانية (الإنجليزية)